# 2F-Spiele
 (novembre 2022).
2F-Spiele est un éditeur de jeux de société basé à Brême en Allemagne. Il a été fondé en 1992 par Friedemann Friese.

## Quelques jeux édités
- Fundstücke, 2002, Friedemann Friese
- Funkenschlag, 2004, Friedemann Friese
- Fiese Freunde Fette Feten, 2005, Friedemann Friese et Marcel-André Casasola Merkle